# Viszoka Mahala
Viszoka Mahala (macedónul: Висока Маала) település Észak-Macedóniában, a Délkeleti körzetben, a Vaszilevói járásban.

## Népesség
| Lakosok száma | 238  | 272  | 342  | 213  | 297  | 404  | 410  | 497  | 697  |
|               | 1948 | 1953 | 1961 | 1971 | 1981 | 1991 | 1994 | 2002 | 2021 |

- 2002-ben 497 lakosa volt, akik közül 495 török és 2 egyéb.